# Tenetehara
Tenetehara, jezično srodna skupina indijanskih plemena iz sjeveroistočnog Brazila koja govore jezicima porodice Tupi-Guarani, velika porodica tupian. Predstavnici su im Assuriní do Tocantins ili Akwaya s rijeke Tocantins; Avá-Canoeiro s gornjeg Tocantinsa i otoka Bananal; Guajajára iz države Maranhão s 81 selom; Parakanã u parku Xingú; Suruí do Pará u općini São João Araguaia (država Pará); Tapirapé, na ušću Tapirapé; Tembé na rijeci Gurupi u državi Maranhão; gotovo nestali Turiwára, država Pará. U Tenetehare vlastite pripadaju Guajajára i Tembé.
Kulturno su srodni Tupinambáma iz 16. stoljeća. Njihova izvorna populacija iznosila je oko 12,000 u nekih 40 do 50 sela. Prvi kontakt bio je prijateljski i zbio se 1613. na srednjem toku Pindaré s francuskim pomorcima i istraživačima koji su osnovali koloniju na otoku Ilha de São Luís u državi Maranhão, a Indijanci su ga nazivali Upaon-Açu (veliki otok). Između 1616. i 1652. nekoliko puta ih je napala portugalska vojska i trgovci robljem te su odvedeni na rad na poljima šećerne trske i duhana. Dolaskom jezuitskih misionara koje predvodi Antonio Vieira smješteni su na misiju Maracu, na donjoj Pindaré a kasnije na misiju Carará na srednju Pindaré, gdje ostaju do 1758. Misija Maracu postala je grad Viana a Carará je današnji Monção. Nakon 1759. Indijanci se vraćaju natrag na svoj izvorni teritorij. Krajem 19. stoljeća ima ih oko 12,000 u selima duž rijeka Pindaré, Grajaú i Mearim u državi Maranhão i Gurupi, Capim i Guamá u državi Pará. Njihova suvremena populacija iznosi oko 17,000 (najviša u povijesti) i posjeduju oko 2,500,000 akera indijanske zemlje.